# Atomaria norica
Atomaria norica là một loài bọ cánh cứng trong họ Cryptophagidae. Loài này được Ganglbauer miêu tả khoa học năm 1899.